# Acidaliodes enona
Acidaliodes enona är en fjärilsart som beskrevs av Druce 1892. Acidaliodes enona ingår i släktet Acidaliodes och familjen nattflyn. Inga underarter finns listade i Catalogue of Life.